# Gasthof zum Engel (Kempten)

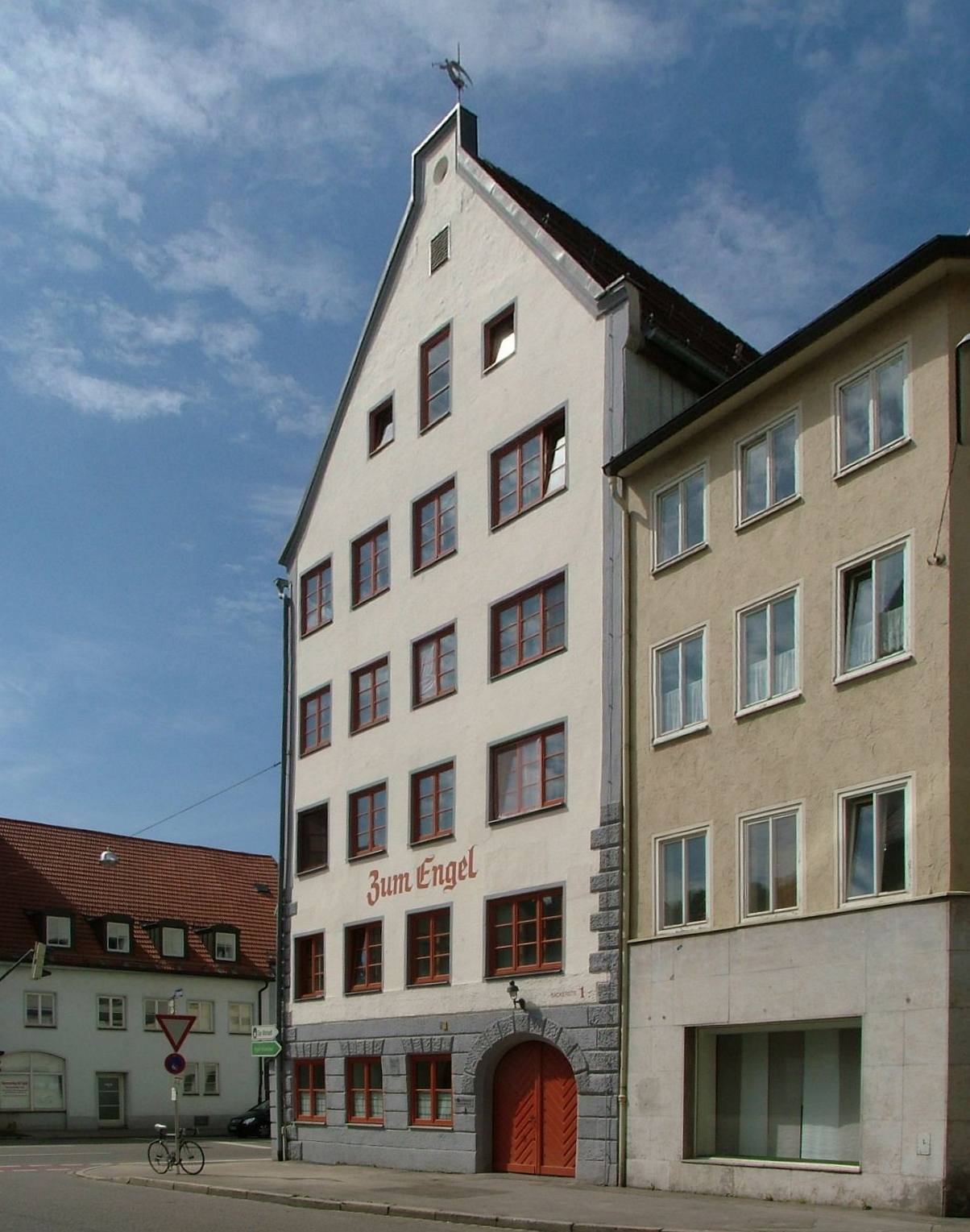
Der ehemalige Gasthof Zum Engel an der Bäcker-/Burgstraße in Kempten (Allgäu)

Der ehemalige Gasthof Zum Engel ist ein denkmalgeschütztes Bauwerk an der Bäckerstraße in Kempten (Allgäu). Die Hausnummer lautet 1, eine weitere Adresse lautet Burgstraße 2. Sein heutiges Aussehen mit freiem Blick auf die Brandmauer im Süden verdankt das Gebäude dem Altstadtdurchbruch. Hierbei wurde durch einen Abriss mehrerer Gebäude in den 1930er bis in die 1950er die südlich vorbeiführende Burgstraße verbreitert.
Eine erste Erwähnung des Gasthauses ist für 1472 belegt. Die ehemalige Wirtschaft hatte die Brauerei-, Branntweinbrennerei- und Weinschenkgerechtigkeit. Im Rückgebäude befand sich eine Brauerei, die 1899 stillgelegt wurde. Der Gastwirtschaftsbetrieb ist eingestellt.
Der verhältnismäßig hohe, aber schmale Giebelbau hat fünf Geschosse zu vier Fensterachsen. In seiner Form stammt es aus dem 17. Jahrhundert, der Kern ist mittelalterlich.